# Победа (футбольный клуб, Хасавюрт)
«Победа» — российский футбольный клуб из Хасавюрта, Дагестан. Участник первенства Дивизиона «Б» Второй лиги сезона 2023 года.

## История
В 2022 году клуб победил в межрегиональных соревнованиях чемпионата III дивизиона в зоне Южного и Северо-Кавказского федеральных округов и, тем самым, по спортивному принципу получил право на переход во Вторую лигу. В финальном турнире в Астрахани команда, носившая название «Победа-1», заняла 4-е место. После окончания сезона началась подготовка к выступлению на профессиональном уровне. Ранее футбольные команды города Хасавюрта не поднимались выше любительских соревнований.
Учредителем клуба является Мирзобеков Каирбек Ниязбекович. Директор клуба — Абсалутдин Агарагимов, ранее работавший в «Анжи». Клуб взаимодействует с функционирующей с 2008 года детско-юношеской школой «Победа» имени Гаджи Гаджиева, к развитию детско-юношеского футбола причастен Михаил Алиевич Убайдулаев (президент клуба в 2022 году). В 2022—2023 годах главным тренером команды являлся Исмаил Халинбеков, в сентябре 2023 года его сменил Валерий Бармин.
Необходимый для выступления во Второй лиге бюджет клуба был сформирован благодаря поддержке в виде республиканских субсидий при содействии главы Республики Дагестан Сергея Меликова.
Аттестат для участия в соревнованиях Второй лиги дивизиона «Б» был получен 25 мая 2023 года на заседании комиссии ФНЛ.
Первый матч в первенстве Дивизиона «Б» Второй лиги сезона 2023 команда провела 16 июля против пятигорского «Машука-КМВ» (0:3) на одном из полей «Анжи Арены» в Каспийске в связи с неготовностью стадиона в Хасавюрте к требованиям Второй лиги. Поле стадиона в Хасавюрте, являющееся местом тренировок команды, имеет искусственное покрытие. После получения соответствующего сертификата планируется проводить домашние матчи в Хасавюрте. С 28 июля 2024 года домашние матчи проводит в Хасавюрте на стадионе имени Арсанали Салгереевича Муртазалиева.